# Dinosauriformes
Dinosauriformes ("dinosauriformové") je klad archosauřích plazů, který zahrnuje dinosaury a jejich nejbližší vývojové příbuzné, a svojí definicí spadá pod klad Dinosauromorpha. Dinosauři a silesauridi spadají do podskupiny dinosauromorfů, zvané Dracohors.
Všechny dinosauriformy určuje několik typických znaků, jako jsou zkrácené přední končetiny, a alespoň částečně perforovaná kyčelní jamka (acetabulum).
Klad Dinosauriformes byl vytvořen v roce 1992 paleontologem Fernandem Novasem, který tam zahrnul i skupinu herrerasaurů, jejíž zástupce ještě nepovažoval za „pravé“ dinosaury. Současné fylogenetické analýzy tuto teorii nicméně stoprocentně nepotvrzují, byť některé znaky skutečně napovídají, že k dinosaurům ještě nepatří.
Mezi zástupce tohoto kladu patří rody Silesaurus, Marasuchus, Lagosuchus, Lewisuchus, Pseudolagosuchus, Sacisaurus, Eucoelophysis, Asilisaurus a Nyasasaurus.